# Alpe Adria Cup 2016./17.
Alpe Adria Cup u sezoni 2016./17., punog naziva Sixt Alpe Adria Cup 2016./17., je drugo izdanje Alpe Adria Cupa, klupskog košarkaškog natjecanja klubova iz država Srednje Europe. 
 Sudjelovalo je ukupno 14 klubova iz Austrije, Češke, Hrvatske, Slovačke i Slovenije. Pobjednikom natjecanja postala je slovačka momčad Rieker COM-therm iz Komárna.

## Sustav natjecanja
U natjecanju sudjeluje trinaest klubova koji su razvrstani u skupine s tri ili četiri kluba koji igraju dvokružnu ligu.

Naknadno je odustao hrvatski klub Kvarner 2010, 
koji je potom zamijenjen s češkim klubom ARMEX Děčín. 

Po završetku grupne faze, dva prvoplasiraa kluba iz svake skupine se plasiraju u četvrtzavršnicu, te dalje na ispadanje u poluzavršnicu i završnicu (ukupni pobjednik susreta eliminacijskog dijelaje momčad s boljom međusobnom koš-razlikom).

## Sudionici
- Arkadia Traiskirchen Lions, Traiskirchen
- ece bulls Kapfenberg, Kapfenberg
- Klosterneuburg Dukes, Klosterneuburg
- ARMEX Děčín, Děčín
- Kvarner 2010, Rijeka  (odustali)
- Vrijednosnice Osijek, Osijek
- Zabok, Zabok
- Levicki Patrioti, Levice
- Rieker COM-therm, Komárno
- Helios Suns, Domžale
- Primorska, Koper
- Rogaška, Rogaška Slatina
- Šentjur Tajfun, Šentjur
- Zlatorog Laško, Laško

## Ljestvice i rezultati

### Prvi dio natjecanja
| Skupina A   | Skupina A            | Skupina A | Skupina A | Skupina A | Skupina A | Skupina A | Skupina A |
| mj          | klub                 | ut        | pob       | por       | koš+      | koš-      | bod       |
| ----------- | -------------------- | --------- | --------- | --------- | --------- | --------- | --------- |
| 1.          | Zlatorog Laško       | 6         | 5         | 1         | 469       | 351       | 11        |
| 2.          | Primorska            | 6         | 4         | 2         | 404       | 381       | 10        |
| 3.          | Vrijednosnice Osijek | 6         | 2         | 4         | 420       | 441       | 8         |
| 4.          | Klosterneuburg Dukes | 6         | 1         | 5         | 349       | 469       | 7         |
| [ 5 ] [ 6 ] |                      |           |           |           |           |           |           |

| Skupina B   | Skupina B                  | Skupina B | Skupina B | Skupina B | Skupina B | Skupina B | Skupina B |
| mj          | klub                       | ut        | pob       | por       | koš+      | koš-      | bod       |
| ----------- | -------------------------- | --------- | --------- | --------- | --------- | --------- | --------- |
| 1.          | Helios Suns                | 4         | 3         | 1         | 296       | 257       | 7         |
| 2.          | Arkadia Traiskirchen Lions | 3         | 2         | 1         | 183       | 185       | 5         |
| 3.          | Zabok                      | 3         | 1         | 2         | 208       | 245       | 4         |
| [ 7 ] [ 8 ] |                            |           |           |           |           |           |           |

| Skupina C    | Skupina C            | Skupina C | Skupina C | Skupina C | Skupina C | Skupina C | Skupina C |
| mj           | klub                 | ut        | pob       | por       | koš+      | koš-      | bod       |
| ------------ | -------------------- | --------- | --------- | --------- | --------- | --------- | --------- |
| 1.           | Levicki Patrioti     | 4         | 3         | 1         | 315       | 287       | 7         |
| 2.           | ece bulls Kapfenberg | 4         | 3         | 1         | 308       | 312       | 7         |
| 3.           | Šentjur Tajfun       | 4         | 0         | 4         | 281       | 305       | 4         |
| [ 9 ] [ 10 ] |                      |           |           |           |           |           |           |

| Skupina D     | Skupina D        | Skupina D | Skupina D | Skupina D | Skupina D | Skupina D | Skupina D |
| mj            | klub             | ut        | pob       | por       | koš+      | koš-      | bod       |
| ------------- | ---------------- | --------- | --------- | --------- | --------- | --------- | --------- |
| 1.            | Rogaška          | 4         | 3         | 1         | 299       | 257       | 7         |
| 2.            | Rieker COM-therm | 4         | 2         | 2         | 279       | 300       | 6         |
| 3.            | ARMEX Děčín      | 4         | 1         | 3         | 267       | 288       | 5         |
|               | Kvarner 2010     | odustali  | odustali  | odustali  | odustali  | odustali  | odustali  |
| [ 11 ] [ 12 ] |                  |           |           |           |           |           |           |

### Eliminacijski dio
| klub1                      | ukupno          | klub2            | ut.1            | ut.2            |
| četvrtzavršnica            | četvrtzavršnica | četvrtzavršnica  | četvrtzavršnica | četvrtzavršnica |
| -------------------------- | --------------- | ---------------- | --------------- | --------------- |
| Levicki Patrioti           | 161:183         | Rieker COM-therm | 86:80           | 75:103          |
| Primorska                  | 106:131         | Helios Suns      | 56:71           | 50:61           |
| ece Bulls Kapfenberg       | 144:153         | Rogaška          | 75:66           | 69:87           |
| Arkadia Traiskirchen Lions | 126:129         | Zlatorog Laško   | 73:67           | 53:62           |
|                            |                 |                  |                 |                 |
| poluzavršnica              |                 |                  |                 |                 |
| Rieker COM-therm           | 147:140         | Zlatorog Laško   | 80:68           | 67:72           |
| Rogaška                    | 130:143         | Helios Suns      | 68:76           | 62:67           |
|                            |                 |                  |                 |                 |
| završnica                  |                 |                  |                 |                 |
| Rieker COM-therm           | 160:139         | Helios Suns      | 97:72           | 63:67           |

## Poveznice
- alpeadriacup.com
- eurobasket.com, Alpe-Adria-Cup Basketball (Men)
- A-1 liga 2016./17.
- ABA liga 2016./17.